# Travis Best
Travis Best (ur. 12 lipca 1972 w Springfield) – amerykański koszykarz, występujący na pozycji rozgrywającego.
W 1991 wystąpił w meczu gwiazd amerykańskich szkół średnich – McDonald’s All-American.
Zaliczył epizodyczną rolę w filmie „Gra o honor” z Denzelem Washingtonem i Rayem Allenem.

## Osiągnięcia
Na podstawie, o ile nie zaznaczono inaczej.
NCAA
- Uczestnik rozgrywek:
  - Sweet 16 turnieju NCAA (1992)
  - turnieju NCAA (1992, 1993)
- Mistrz turnieju konferencji Atlantic Coast (ACC – 1993)
- Zaliczony do:
  - II składu:
    - ACC (1994, 1995)
    - turnieju ACC (1993)

  - III składu ACC (1993)

NBA
- Finalista NBA (2000)[4]

Inne
- 3. miejsce w:
  - EuroChallenge (2007)
  - Pucharze Rosji (2006)
- Wicemistrz Włoch (2007)
- Finalista:
  - pucharu Włoch (2007, 2008)
  - superpucharu:
    - Włoch (2008/2009)
    - Polski (2007)